# (4416) Ramses
(4416) Ramses – planetoida z pasa głównego asteroid okrążająca Słońce w ciągu 3 lat i 59 dni w średniej odległości 2,15 j.a. Została odkryta 24 września 1960 roku w Obserwatorium Palomar przez Cornelisa van Houtena i Toma Gehrelsa. Nazwa planetoidy pochodzi od Ramzesa II, faraona XIX dynastii. Przed nadaniem nazwy planetoida nosiła oznaczenie tymczasowe (4416) 4530 P-L.